# گول‌آز
گول‌آز (انگلیسی: GolAZ) شرکت اتوبوس‌سازی روس است، که در سال ۱۹۹۰ تأسیس شد.

## منابع

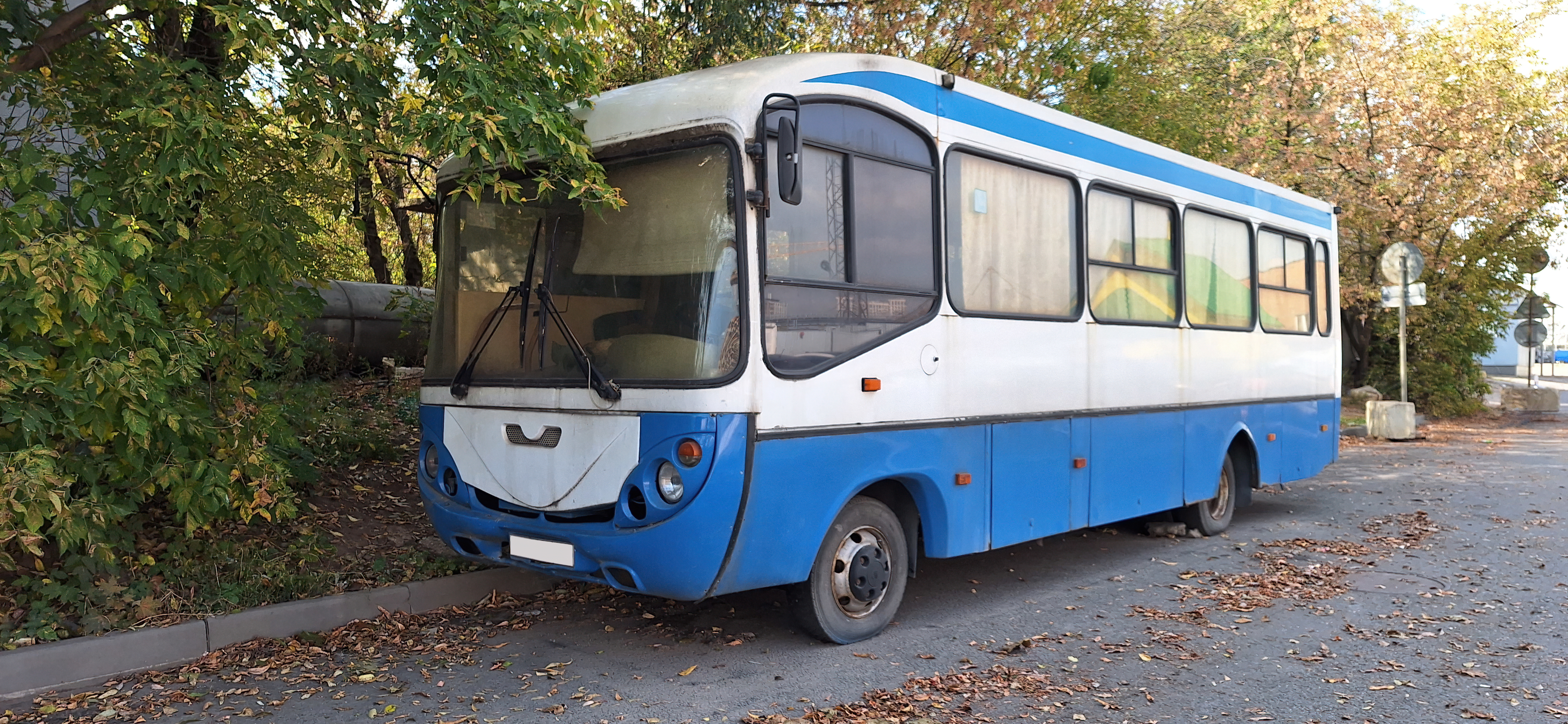
4244